# Grimorij
Grimorij, također grimoar, (fr. grimoire) ili Knjiga sjenki, je tekstni priručnik magije. U upotrebi su i drugi nazivi poput obrednik, crna knjiga, knjiga bajalica i vještičji kodeks. Ovakvi priručnici poznati su širom Europe još od srednjeg vijeka. Koristio se u poganskoj vještičjoj tradiciji i u čarobnjaštvu i svaki je adept sastavljao vlastiti grimorij.
Grimoriji sadrže upute kako napraviti magijske objekte, poput talismana i magičnog kruga, kako izvoditi magične čarolije, prizivati anđele i demone, daju njihova imena i karakteristike, nabrajaju čini za ljubav, ozdravljenje, uništenje neprijatelja, bogatstvo, bacanje uroka i opise drugih magijskih postupaka. Za mnoge takve knjige i rukopise vjerovalo se kako i same imaju magijska svojstva.
Većina grimorija su apokrifni spisi koji su autorstvo atributirali znamenitim povijesnim osobama kako bi djelima dali autoritet i značaj.

## Etimologija
Riječ "grimorij" ili "grimoar" vuče podrijetlo od starofrancuske riječi grammaire koja proizlazi od grčkog "grammatikos" u značenju pisana riječ. Taj izraz se počeo rabiti u srednjem vijeku za sve necrkvene knjige, koje su kao takve bile sumnjičene kao knjige magije. S vremenom se izraz lokalizirao isključivo na ona djela koja su doista sadržavala tekstove magije i okultnog.

## Povijest

### Stari vijek
Najstariji magijski tekstovi pronađeni su arheološkim iskapanjima u Egiptu i na glinenim pločicama iz Asurbanipalove knjižnice iz 7. stoljeća pr. Kr., te zapisi rituala i prizivanja iz sumerskog grada Uruka, datirani u 5. i 4. stoljeće pr. Kr.
Židovi su imali, također, razvijenu okultnu tradiciju. Prema biblijskoj tradiciji, autorstvo nad okultnim tekstovima pripisivano je još od antike židovskim patrijarsima i prorocima poput Henoka (Knjiga Henokova), Mojsija (Knjige Mojsijeve) i Salomona (Clavicula Salomonis, Salomonov zavjet iz 1. – 3. stoljeća i dr.).
U vrijeme helenizma utjecaj židovske magije proširio se i na Egipat, gdje se isprepleo s egipatskom magijom. O tome svjedoče grčko-egipatski magijski papirusi pronađeni u 19. stoljeću na području nekadašnjeg helenističkog Egipta. Za vrijeme Ptolemejevića, u čuvenoj Aleksandrijskoj knjižnici čuvali su se brojni heremetički i okultno-magijski rukopisi grčkog, egipatskog i perzijskog podrijetla.
Priznavanje kršćanstva kao jedine službene religije u Rimskom Carstvu, potisnulo je stara vjerovanja koja su žigosana kao poganska i neprimjerena za kršćane.

### Srednji vijek
Prvi europski grimoriji nastajali su u srednjem vijeku, no u njima se očitava i starija hermetička tradicija, zasnovana na antičkim tradicijama i židovskom misticizmu. Širenje ezoterične misli na europski kontinent započelo je preko Iberijskog poluotoka pojavom arapskih i židovskih magijskih tekstova.
Najpoznatiji grimoriji u razdoblju srednjeg vijeka bili su:
- Picatrix, 12. stoljeće
- Sefer Raziel, 13. stoljeće
- Honorijeva knjiga zakletvi (Liber Juratus), 13. stoljeće
- Mojsijev mač (Harba de-Mosha), 14. stoljeće
- Knjiga svete magije Abra-Melina maga, 1458.
- Heptameron seu Elementa magica, 1496.

### Renesansa i barok
Prodorom novoplatonističke ezoterije s Istoka, padom Carigrada 1453., nastaju brojni magijski rukopisi koji autorstvo uglavnom pripisuju kralju Salomonu. U razdoblju djelovanja inkvizicije i lova na vještice, mnogi su grimoriji završili na "Indeksu zabranjenih knjiga" (Index Librorum Prohibitorum).
Najvažniji magijski tekstovi razdoblja renesanse i baroka su:
- Ključ kralja Salomona, 15. stoljeće
- Münchenski priručnik demonske magije, 15. stoljeće
- Okultna filozofija u tri knjige (De occulta philosophia libri tres), 1533.
- Četvrta knjiga Okultne filozofije, oko 1565.
- Arbatel de magia veterum, 1575.
- De nigromancia, 16. stoljeće
- Grand Albert, 16. stoljeće
- Archidoxis magica, 1591.
- Lemegeton Clavicula Salomonis, 17. stoljeće

Početkom 17. stoljeća pojavljuju se prvi tiskani grimoriji, čime takva literature postaje dostupnija širem krugu obrazovanih ljudi.

### Romantizam, realizam i moderna
Unatoč pojavi prosvjetiteljstva, razvoju znanosti i racionalizma, vjerovanja u magiju i vještičarstvo preživjela su u Europi. U ovom vremenu nastaju i neki novi magijski tekstovi koji većinom imaju pretenziju postaviti vrijeme svog postanka u dalju prošlost kako bi dobili na vjerodostojnosti i auru tajanstvenosti:
- Petit Albert, 18. stoljeće
- Crna kokoš, 18. stoljeće
- Grimorium Verum, navodno tiskana 1517., no zapravo potječe iz 18. stoljeća
- Enchiridion Leonis Papae, 1749.
- Šesta i Sedma knjiga Mojsijeva, 18. ili 19. stoljeće
- Grimorij pape Honorija (Grimorium Honorii), 18. ili 19. stoljeće
- Magus, autora Francisa Baretta iz 1801.
- Grand Grimoire, navodno izdan 1522., ali vjerojatno nije nastao prije 19. stoljeća
- Knjiga svetog Ciprijana, pretendira na 1510. kao godinu tiskanja, ali prvi spomen je tek iz 1802.[8]

### 20. stoljeće
U 20. stoljeću je, također zabilježena pojava određenih magijskih priručnika, ali i prva navala brojnih modernih grimorija.
Neki od važnijih knjiga iz ovog razdoblja su:
- Tajni Turielov grimorij, tvrdi se da potječe iz 1518. godine, ali prvi put je zabilježen sredinom 20. stoljeća
- Necronomicon, grimorij iz novela H. P. Lovecrafta
- Simonov Necronomicon, nastao po uzoru na onaj literarni
- Knjiga sjenki, wiccanski grimorij autora Geralda Gardnera